# Salamá (Guatemala)
Salamá è un comune del Guatemala, capoluogo del Dipartimento di Baja Verapaz.
L'abitato venne fondato nel 1562. Il 17 gennaio 1833 divenne capoluogo dell'allora Dipartimento di Verapaz; quando, il 4 marzo 1877, il dipartimento venne diviso in Alta e Baja Verapaz, rimase capoluogo di quest'ultimo.